# Ранній міоцен
| Система/ Період                                                        | Відділ/ Епоха  | Ярус/ Вік                | Вік (млн років) | Вік (млн років) |
| ---------------------------------------------------------------------- | -------------- | ------------------------ | --------------- | --------------- |
| Четвертинний, Q                                                        | Плейстоцен, Q1 | Гелазький                | молодше         | молодше         |
| Неоген, N                                                              | Пліоцен, N2    | П'яченцький, N2pla       | 2,58            | 3,60            |
| Неоген, N                                                              | Пліоцен, N2    | Занклійський ярус, N2zan | 3,60            | 5,33            |
| Неоген, N                                                              | Міоцен, N1     | Мессінський, N1mes       | 5,33            | 7,25            |
| Неоген, N                                                              | Міоцен, N1     | Тортон, N1tor            | 7,25            | 11,63           |
| Неоген, N                                                              | Міоцен, N1     | Серравалійський, N1srv   | 11,63           | 13,82           |
| Неоген, N                                                              | Міоцен, N1     | Лангійський, N1lan       | 13,82           | 15,97           |
| Неоген, N                                                              | Міоцен, N1     | Бурдігальський, N1bur    | 15,97           | 20,44           |
| Неоген, N                                                              | Міоцен, N1     | Аквітанський, N1aqt      | 20,44           | 23,03           |
| Палеоген, P                                                            | Олігоцен, Р3   | Хаттський, Р3h           | старіше         | старіше         |
| Підрозділи неогенової системи наведені згідно МКС, станом на 2018 рік. |                |                          |                 |                 |
| п о р                                                                  |                |                          |                 |                 |

Ранній міоцен (також відомий як нижній міоцен) — підепоха міоценової епохи, що складається з двох етапів: аквітанського та бурдігальського.
Підепоха тривала від 23,03 ± 0,05 млн років до 15,97 ± 0,05 млн років тому. Їй передувала олігоценова епоха. Коли клімат почав прохолоджуватися, ландшафт почав змінюватися. На зміну вимерлим ссавцям епохи олігоцену еволюціонували нові ссавці. Перші представники родини гієн і ласок почали еволюціонувати, щоб замінити вимерлих гієнодонів, ентелодонтів і амфіціонових. Халікотерієві пережили олігоценову епоху. Новий рід ентелодонтів під назвою Daeodon розвинувся, щоб адаптуватися до нових середовищ існування та полювати на нову здобич тварин епохи раннього міоцену; він швидко став головним хижаком Північної Америки. Але він вимер через конкуренцію з прибульцем з Євразії амфіціоном. Амфіціон переміг деодона, тому що мав більший мозок, гостріші зуби та довші ноги, щоб долати здобич.